# Londres en péril
Londres en péril est le dix-neuvième tome de la série Lefranc écrit et dessiné par André Taymans en compagnie de Erwin Drèze pour le dessin et Raphaël Schierer, Doris Drèze pour les décors, édité en 2008 par Casterman.

## Résumé
Londres est secouée par une vague d'attentats à la bombe. A Paris, Lefranc découvre que les dates des attentats correspondent toutes à des dates de victoires alliées sur les nazis pendant la Seconde guerre mondiale. Envoyé à Londres afin de partager sa découverte avec les policiers anglais, Lefranc fait l'objet d'une tentative d'assassinat pendant la traversée de la Manche. Il réussit à jeter son adversaire à la mer. Dans la bataille, celui-ci perd une boîte contenant une mystérieuse orchidée. Tandis que les alertes à la bombe continuent à se succéder dans la capitale britannique, Lefranc aidé par un jeune orphelin Londonien, part sur les traces d'une mystérieuse organisation d'anciens nazis.

## Personnages
- Guy Lefranc
- Inspecteur Renard
- Axel Borg

## Genèse